# Michael Geisler
Michael Geisler (* 6. února 1960 Magdeburg) je německý politik za CDU a od roku 2008 zemský rada zemského okresu Saské Švýcarsko-Východní Krušné hory.

## Život a politika
Michael Geisler vyrůstal v malém městě Egeln v tehdejším okrese Staßfurt (nachází se v současné spolkové zemi Sasko-Anhaltsko). Po maturitě na střední škole v Egelnu v roce 1978 a následné vojenské službě vystudoval učitelství biologie a chemie na vysoké pedagogické škole v Köthenu. Studium úspěšně dokončil v roce 1985 a mezi lety 1985 až 1990 pracoval jako učitel biologie a chemie na polytechnické škole v Graupě (od roku 1999 místní část Pirny).
Jako člen CDU byl Geisler v květnu 1990 zvolen do okresní rady tehdejšího zemského okresu Pirna. Skončil práci učitele a stal se vedoucím odboru a náměstkem na okresním úřadě. Od roku 1993 až do okresní reformy v roce 2008 byl okresním předsedou CDU. Dne 26. června 1994 zvítězil ve volbách do funkce zemského rady nově vytvořeného zemského okresu Saské Švýcarsko. V této funkci byl potvrzen ve volbách v roce 2001. Od 20. března 2006 do 26. října 2007 byl Geisler také členem představenstva Landesbank Sachsen.
Roku 2008 proběhla v Sasku další okresní reforma a Geisler byl v červnu 2008 zvolen 52,0 % hlasů zemským radou nově vytvořeného zemského okresu Saské Švýcarsko-Východní Krušné hory. Této funkce se ujal 1. srpna 2008. V červnu 2015 byl do této funkce znovu zvolen v prvním kole se ziskem 56,4 % hlasů a následně i potřetí v červnu 2022 se ziskem 54,4 % hlasů v prvním kole.
Michael Geisler žije od roku 1996 ve Struppenu. Je ženatý a má tři děti.